# Никола Тишћенко
Никола Тишћенко (Руска Империја — нестао 1941, Београд, Краљевина Југославија) је био српски аутор стрипова и илустратор руског порекла. Често је користио псеудоним „Тен“.
Зна се да је рођен на територији данашње Украјине и да је 1920-их избегао из Русије када су бољшевици освојили власт. Био је ђак београдске Државне уметничке школе.
У Београду је од 1935. до 1941. био редовни сарадник листова Ошишани јеж и Стрип. Најпознатије остварење му је „Шаљиви доживљаји детектива X-9“.
Након немачког бомбардовања Београда 6. априла 1941. губи му се сваки траг.